# Військово-історичний музей (Відень)
Віденський військово-історичний музей (нім. Heeresgeschichtliches Museum) — музей у Відні, присвячений військовій історії Австрії зі XVI століття до 1945 року. Претендує на звання найстарішого і найбільшого військово-історичного музею у світі.
Його колекція включає одне з найбільших зібрань бронзових гармат.
Міститься у межах Віденського арсеналу (район Ландштрасе, неподалік палацового комплексу Бельведер).
Побудований у 1850-1856 рр. за наказом імператора Франца Йосифа I, бо старий міський гарнізон був зруйнований під час революції 1848 року. Автор проєкту — данський архітектор Феофіл ван Гансен.
Будівлю становлять 5 головних частин: головний зал, присвячений пам'яті воєначальників, і 4 зали для проведення виставок.
Бронзові гармати виставлені ззовні музею.

## Виставки
- Тридцятирічна війна
- Марія Терезія
- Наполеонівські війни
- Франц Йосиф I
- Сараєвське вбивство
- Перша світова війна
- Республіка і диктатура. Австрія між 1918 і 1945 роками.
- Військово-морська міць Австрії.

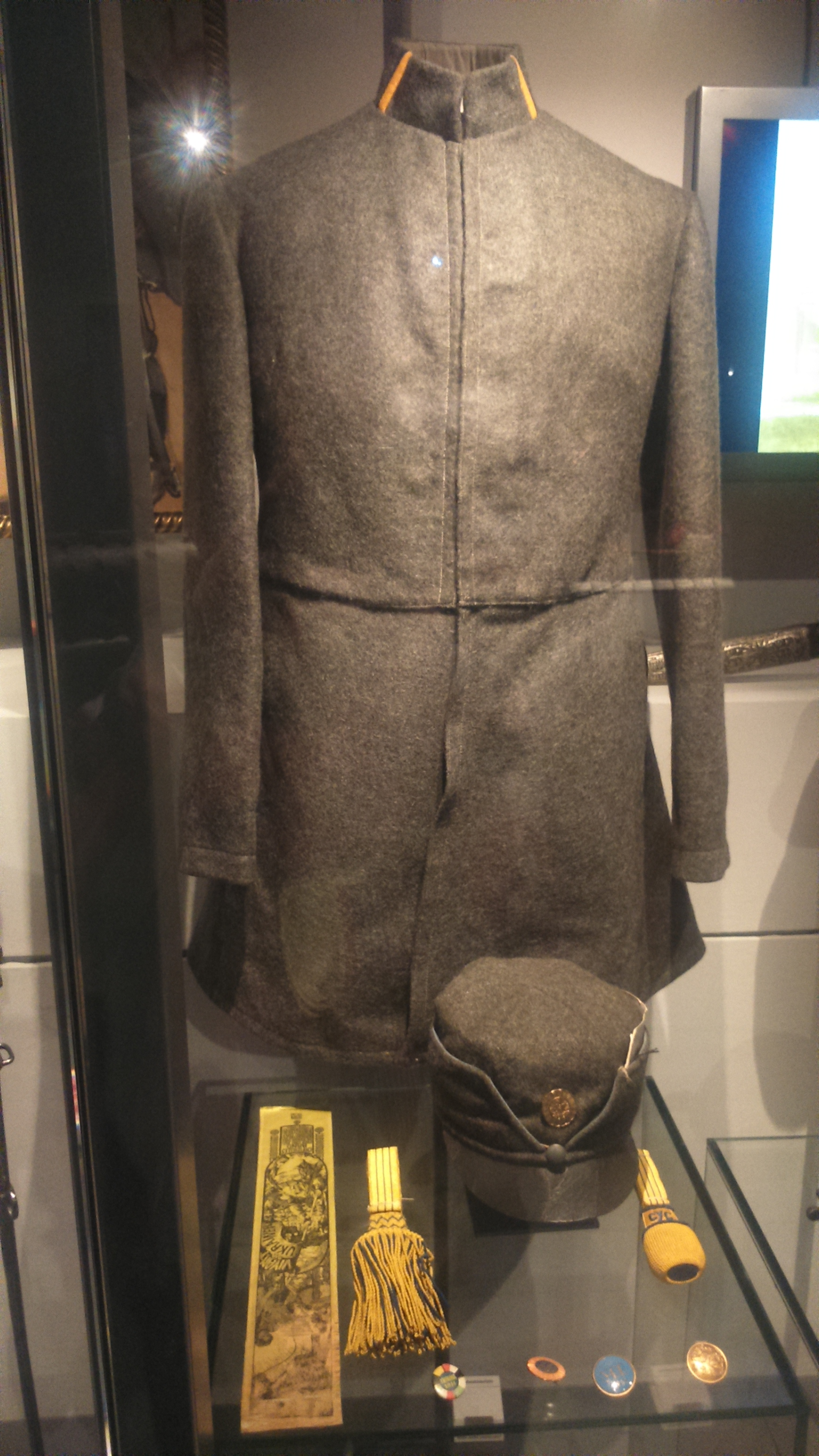
Форма Першої стрілецько-козацької дивізії у музеї